# (12760) Maxwell
(12760) Maxwell  es un asteroide perteneciente al cinturón de asteroides, descubierto el 9 de octubre de 1993 por Eric Walter Elst desde el Observatorio de La Silla, en Chile.

## Designación y nombre
Maxwell se designó inicialmente como 1993 TX26.
Más adelante fue nombrado en honor al eminente físico británico James Clerk Maxwell (1831-1879).

## Características orbitales
Maxwell orbita a una distancia media del Sol de 3,0513 ua, pudiendo acercarse hasta 2,7541 ua y alejarse hasta 3,3484 ua. Tiene una excentricidad de 0,0973 y una inclinación orbital de 9,8924° grados. Emplea en completar una órbita alrededor del Sol 1946 días.

## Características físicas
Su magnitud absoluta es 13,6.